# Eumeces blythianus
Espèce
Synonymes
- Mabouia blythiana Anderson, 1871

Eumeces blythianus est une espèce de sauriens de la famille des Scincidae.

## Répartition
Cette espèce se rencontre en Afghanistan, au Pakistan et au Pendjab en Inde.

## Étymologie
Cette espèce est nommée en l'honneur d'Edward Blyth.

## Publication originale
- Anderson, 1871 : On two Saurian genera Eurylpis and Plocederma Blyth, with a description of a new species of Mabouia Fitzinger. Proceedings of the Asiatic Society of Bengal, vol. 1871, p. 180-190 (texte intégral).